# ایوان زایتسف
ایوان زایتسِف (به ایتالیایی: Ivan Zaytsev) (متولد ۲ اکتبر ۱۹۸۸) بازیکن والیبال دو ملیتی روسی-ایتالیایی عضو تیم ملی والیبال ایتالیا و باشگاه کوزباس کیمروو روسیه است. زایتسف را یکی از بهترین اسپکرهای جهان می‌دانند. او به سرویس‌های پرقدرت و مهارنشدنی‌اش مشهور است.او پسر ویاچسلاو زایتسف پاسور سابق تیم ملی والیبال اتحاد جماهیر شوروی سابق می باشد

## حرفه‌ای
زایتسف در ابتدای بازی حرفه‌ای خود در پست پاسور بازی می‌کرد ولی بعد تغییر پست داد. زایتسف را یکی از بهترین اسپکرهای جهان می‌نامند.

### باشگاهی
اومبریا پروجا اولین تیم زایتسف بود و بعد از دو حضور در پروجا به تیم رم پیوست. در سال ۲۰۰۷ به لاتینا پیوست و بعد از یک سال فعالیت در این باشگاه دوباره به رم برگشت و تا سال ۲۰۱۲ در این تیم بازی کرد. در همین سال قراردادی دو ساله با لوبه بانکا ماچراتا به امضا رساند و با این تیم قهرمانی سری آ و سوپر جام ایتالیا را به دست آورد و در سال ۲۰۱۴ به دینامو مسکو پیوست. زایتسف در سال ۲۰۱۴ دومین بازیکن پردرآمد والیبال جهان از نظر مبلغ قرارداد بوده‌است. زایتسف برای فصل ۱۷–۲۰۱۶ به تیم سیر سیفتی اومبریا پروجا پیوست.در سال 2018 به تیم ایتالیایی لیو شوز مودنا پیوست.در سال 2020 با عقد قراردادی به یکی از تیمهای قدرتمند روسی به نام کوزباس کیمروو پیوست.

### ملی
زایتسف در سال ۲۰۰۸ به تیم ملی ایتالیا دعوت شد. ایوان به همراه تیم ملی ایتالیا در سال ۲۰۱۱ نایب قهرمانی جام ملت‌های اروپا را به دست آورد و بعد در المپیک ۲۰۱۲ لندن با درخشش خود و دیگر بازیکن‌های ایتالیا مدال برنز را به گردن آویخت. در سال ۲۰۱۳ نیز زایتسف سومین لیگ جهانی را به کارنامه خود اضافه نمود و در این دوره از مسابقات لیگ جهانی به عنوان امتیازآورین بازیکن و بهترین اسپک زن انتخاب شد. زایتسف در جام جهانی ۲۰۱۵ به عنوان یکی از برترین‌های جام بود و در نهایت نیز به عنوان بهترین پشت خط زن مسابقات انتخاب شد. زایتسف در المپیک ریو ۲۰۱۶ به عنوان یکی از بهترین بازیکنان مسابقات به خصوص در سه دیدار پایانی بود و در آخر نیز به همراه دیگر بازیکنان تیم ایتالیا به مدال نقره المپیک ریو دست یافت

## افتخارات

### فردی
- باارزش‌ترین بازیکن سری آ ۲ ۲۰۱۰
- باارزش‌ترین بازیکن سوپر جام ایتالیا ۲۰۱۲
- بهترین اسپک زن لیگ جهانی ۲۰۱۳
- بهترین سرویس زن قهرمانی اروپا ۲۰۱۳
- بهترین پشت خط زن جام جهانی ۲۰۱۵
- بهترین پشت خط زن قهرمانی اروپا ۲۰۱۵
- باارزش‌ترین بازیکن جام امیر قطر ۲۰۱۶
- بهترین دریافت کننده قدرتی زن لیگ قهرمانان والیبال اروپا ۲۰۱۷

### رکوردها
- سرویس با سرعت ۱۲۷ کیلومتر بر ساعت - المپیک ۲۰۱۶
- سرویس با سرعت ۱۳۴ کیلومتر بر ساعت - لیگ ملتها ۲۰۱۸

## شخصی
مادر وی ایرینا پوزدنیاکووا شناگر اهل شوروی و پدرش ویاچسلاو زایتسف بازیکن سابق تیم ملی والیبال روسیه بود که برای اتحاد جماهیر شوروی در بازی‌های المپیک تابستانی در سال ۱۹۷۶ به میدان رفت و در بازی‌های المپیک تابستانی ۱۹۸۰ مدال طلا را به دست آورد.
تفریحات مورد علاقه ایوان زایتسف، غذا خوردن و بازی‌های کامپیوتری است و همچنین به ورزش تنیس هم علاقه دارد. زایتسف به دلیل بازی قدرتی و مدل موهای خود مشهور است. زایتسف در ۱۸ مه ۲۰۱۳ با اشلینگ سروچی ازدواج کرد و حاصل این ازدواج یک پسر به نام ساشا است.
زایتسف به عنوان مدل برند و شرکت‌های دی‌اچ‌ال، رد بول و تویوتا فعال است و در سال ۲۰۱۷ به عنوان سفیر برنامه جهانی غذا انتخاب شد. آدیداس اسپانسر وسایل و کفش ورزشی وی می‌باشد.